# Анау
Анау (туркм. Änew) — археологический памятник конца 5-го тысячелетия до н. э. — XVI/XVII вв. н. э. в Туркмении, в предгорьях Копетдага. Остатки древних земледельческих поселений и городищ расположены к востоку от современного города Аннау, административного центра Ахалского велаята, в 12 километрах к востоку от Ашхабада, к югу от автодороги М37. Памятник представляет собой поселение (два холма-телля) раннего энеолита — поздней бронзы и рядом расположенное городище раннего железного века и Средневековья с руинами тимуридской мечети XV века «Дом красоты».
В результате работ Рафаэля Пумпелли в 1904 году на поселениях Анау учёным Губертом Шмидтом была впервые установлена стратиграфическая шкала для памятников Южной Туркмении, на основании которой время существования этой культуры древних земледельцев делилось на четыре этапа с конца 5-го до второй половины 2-го тысячелетия до н. э. (Анау I — Анау IV). Раскопки холмов Анау дали большой материал по истории раннеземледельческих племён юго-западной Средней Азии, культура которой именуется культурой Анау, и установили наличие связей Анау с земледельческими культурами Передней Азии. В слоях древнейшего периода Анау IА обнаружено здание с настенной росписью шахматной сеткой и треугольниками, выполненное чёрной и красной красками. Эта роспись является самой ранней в Средней Азии.
Наибольшую ценность и художественное своеобразие представляла собой мозаичная декорация портала мечети. На арке портала были изображены два обращённых головами друг к другу дракона-аждарха. Памятник посещают туристы, увлекающиеся историей и культурой, а могила святого возле мечети Анау является местом паломничества.

## Доисторический период
Северный холм Анау содержит остатки поселений позднего неолита и энеолита (Анау I и II), южный холм даёт материалы бронзового и железного веков (Анау III и IV). Памятник был полностью раскопан в 1904 году американской экспедицией под руководством Рафаэля Пумпелли. Результаты опубликованы в 1908 году. В 1952 году Анау посетил профессор Борис Куфтин. В 1953 году раскопки проводил Сергей Ершов. Советские археологи провели дальнейшие исследования Анау.
При раскопках в 1904 году выделено четыре комплекса. Комплекс Анау I (около 5000—3300 до н. э.) относится к позднему неолиту и энеолиту. Объединяет нижние слои северного холма. Вскрыты остатки прямоугольных домов из сырцового кирпича, иногда со следами росписи на стенах. Найдены медные поделки и украшения, каменные зернотёрки и лепные от руки сосуды с тёмно-коричневой геометрической (преимущественно треугольники) росписью на светлом и красном фоне, возможно относящиеся к Сиалку II. Использовались медь и свинец, бирюза и фаянс. На самых нижних 3 метрах кости только диких животных, что указывает на большую зависимость от охоты. В более позднем Анау I одомашнили быка, свинью и две породы овец, и смешанное земледелие стало основой местной экономики. Комплекс Анау II (около 3300—2800 до н. э.) объединяет верхние слои северного холма и является культурным продолжением Анау I с некоторыми нововведениями. Появляется серая посуда ручной работы (возможно, связанная с Гиссаром II). Медь встречается чаще, инструменты более крупные и теперь сделаны из металла, а также используется лазурит и сердолик. Смешанное земледелие продолжается, одомашнили козу, верблюда, собаку и короткошерстных овец. Анау II, хотя и относится к раннему бронзовому веку, культурно сопоставим с развитым средним медным веком Намазга II. Обнаружена керамика с двуцветной росписью. Комплекс Анау III (около 2800—2000 до н. э.) включает нижний слой южного холма. Это период экономического и технологического прогресса, когда Анау культурно связан с ранним развитием городов в Туркмении (Намазга IV—V). Увеличивается число медных изделий (серп, кинжалы, печати); свинец и мышьяк используются в сплавах; найдены терракотовые модели повозок, статуэтки женщин и животных. Здесь постепенно исчезает расписная керамика, распространяется керамика, сделанная на гончарном круге и в настоящей печи. Серые окаймленные глиняные сосуды имитируют металлические формы. Распространяются каменные печати с изображениями людей, животных и геометрическими мотивами; мрамор и алебастр используются для сосудов и украшений. Овцы и козы являются преобладающими одомашненными животными. Связи с Иранским нагорьем можно увидеть в керамических аналогиях с Гиссаром III. Комплекс Aнау-IV (около 900—650 до н. э.) объединяет верхние слои южного холма. Плохо сохранился и отделён от Анау III отложениями толщиной 2,4 метра. Здесь найдены фрагменты железных изделий. Керамика и металлы (медь, бронза и железо) сопоставимы с таковыми в Язской культуре I и связывают Анау IV с ранним железным веком Центральной Азии. Раскопки Анау дали большой материал по истории раннеземледельческих племён юго-западной Средней Азии, культура которой именуется культурой Анау и установили наличие связей Анау с земледельческими культурами Передней Азии. Раскопки советских археологов на Намазга-тепе, Геоксюре, Кара-тепе и многих других памятниках значительно расширили сведения по истории племён-создателей культуры Анау.
В 2005 году в городе Аннау был построен Музей пшеницы, в котором хранятся находки археологов.

## Исторический период

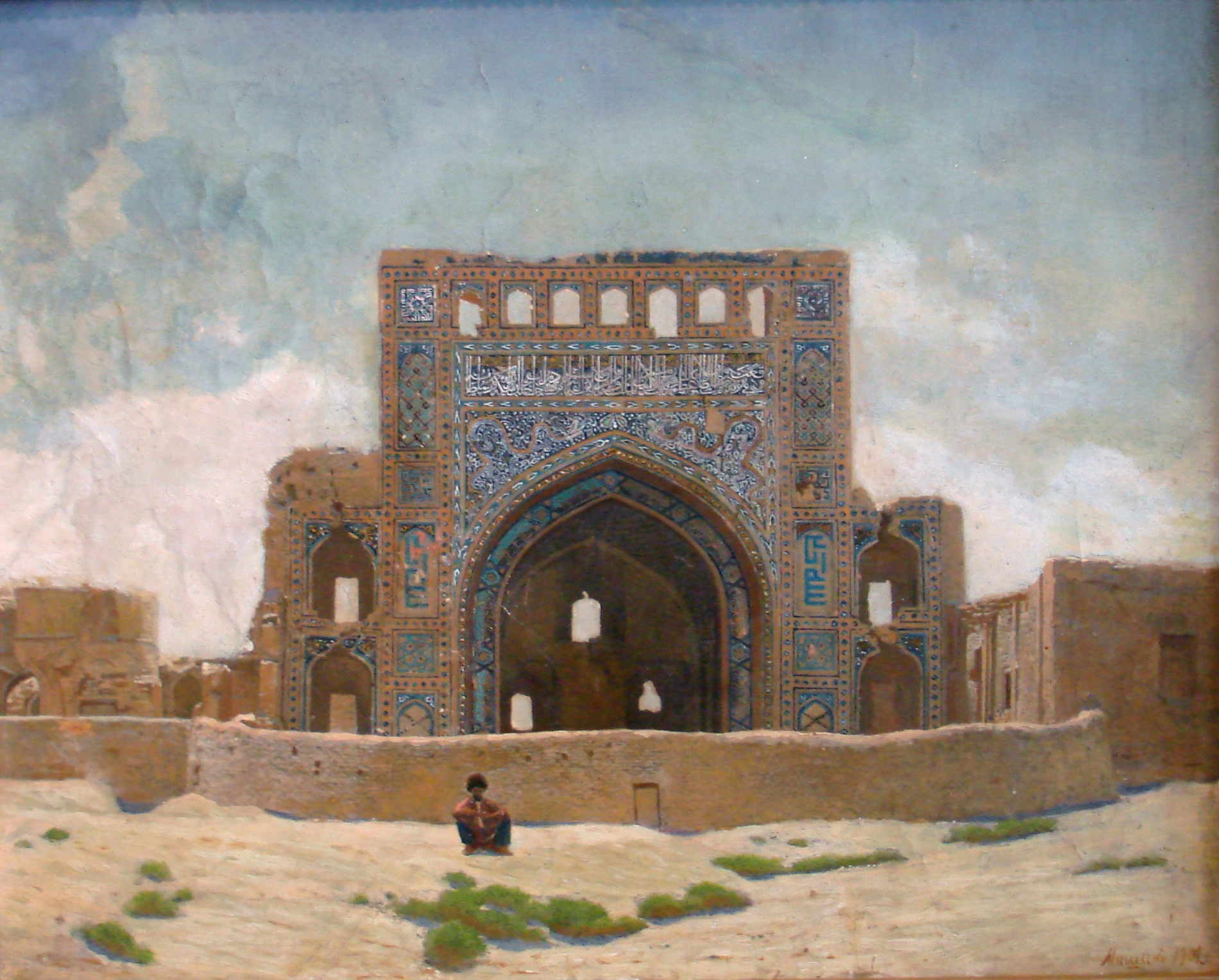
Константин Мишин. Мечеть в Анау. 1900. Музей изобразительных искусств Туркмении имени Сапармурата Туркменбаши Великого

В раннем железном веке на телле Анау построена крепость.
Рядом с холмами Анау в области, которую Исидор Харакский в своёй работе «Парфянские стоянки» называет городом Гатар, расположена овальная крепость, занимающая девять гектаров, построенная в IX—X веках. Локализацию называемого Исидором города Гатар сделал археолог Александр Александрович Марущенко (1904—1976). Единственное древнее поселение городского типа в районе Аннау — это городище Анау. А. А. Марущенко предложил данный объект считать соответствующим городу Гатар. В IX веке Анау представляет собой небольшой город с цитаделью, шахристаном и рабадом. В ходе монгольского завоевания Средней Азии в начале XIII века стены и город были разрушены монголами, но город был возрождён в эпоху Тимуридов и в конце XIV—XV вв. жизнь в городе была на подъёме. Во время раздоров XVI—XVIII веков крепость, называемая Баг-Абад (Багабад), сохранила свое значение. В письменном источнике говорится, что в  1538—1539 гг. туркмены из племени ала-эли «имели свои юрты в областях Несы, Дуруна и Багабада». Сельское хозяйство развивалось, и возникло село Анау со сторожевыми башнями (динг, туркм. diň), охранявшими жилые дома и территорию. Некоторые исследователи пытались искать определённую систему в расположении башен на территории. В 1947 году 13-м отрядом по изучению туркменских поселений и жилищ XVIII—XIX вв. Южно-Туркменской археологической комплексной экспедиции (ЮТАКЭ) в составе археолога В. А. Левиной и архитектора Б. В. Дмитровского было исследовано по́зднее городище Анау.
В 1446—1457 годах в честь шейха Джелал-ад-дунья-ва-д-дина была построена грандиозная мечеть «Дом красоты». Согласно надписям на портале мечеть"Дом красоты" построил на свои средства Мухаммед в  1455—1456 году в память своего отца Джелал-ад-дунья-ва-д-дина. Галина Пугаченкова убедительно отождествляет имя Мухаммеда, названного в тексте на мечети, с Мухаммедом Худайдотом, погребенный отец которого Джемаледдин был уроженцем Анау. Мухаммед Худайдот был визирем султана Абу-л-Касима Бабура, правителя Хорасана (1446—1457 гг.), чьё имя названо в крупной надписе на портале. Мечеть являлась местом паломничества. Комплекс мечети уникально сочетал в себе мечеть, айван над могилой шейха, ханаку с залом для суфийских религиозных собраний, медресе и худжры для паломников. Начало изучению мечети Анау положил востоковед Валентин Жуковский в 1896 году. Он выполнил первые обмеры. Мечеть исследовалась в 1904, 1926 и 1937 годах. Глубокое и всестороннее изучение ансамбля провела Южно-Туркменистанская археологическая комплексная экспедиция (ЮТАКЭ) в 1947 году под руководством Михаила Массона. В результате этого появился ряд публикаций и обстоятельная монография Галины Пугаченковой. Мечеть Анау была разрушена катастрофическим Ашхабадским землетрясением в 1948 году. Культовый ансамбль сохраняет большое значение в истории культуры и архитектуры Туркменистана. Ансамбль составляли четыре сооружения: мечеть, которая представляет собой большой купольный зал, надгробие перед ней и два больших корпуса с высокими купольными залами, фланкировавших парадный двор. Комплекс связан в сложную объёмно-пространственную композицию. Сооружение отличалось разнообразием сводчатых конструкций и красочностью облицовки (мозаика и глазурованная плитка).
Наибольшую ценность и художественное своеобразие имела превосходная полихромная керамическая декорация портала мечети в Анау: орнаментальная кирпичная выкладка с майоликовыми вставками, геометрический орнамент и мозаичный пространный арабский текст. Над аркой были великолепные изображения двух обращенных головами друг к другу драконов-аджарха. Их желтые тела извивались на тёмно-синем мозаичном фоне с мелким растительным орнаментом (цветами яблони), который начинался от оскаленной пасти фантастических существ. Изображение драконов на фасаде не имеет аналогий в декорации архитектурных памятников Средней Азии. Исчерпывающего объяснения происхождению этого сюжета в декоре мечети Анау до сих пор не найдено, несмотря на то, что изображения драконов уходят в глубокую историю среднеазиатского искусства.

## Палеогенетика
- у образца I4087 (4000-3000 лет до н. э.) из Анау определили Y-хромосомную гаплогруппу R2a
- у образца I4085 (4000-3000 лет до н. э.) из Анау определили Y-хромосомную гаплогруппу R2a3a[23].